# امیل دورکیم
دیوید امیل دورکیم (به فرانسوی: David Émile Durkheim - تلفظ فرانسوی: [eˈmil dyʀˈkɛm] (امیل دورکهیم))؛ (۱۵ آوریل ۱۸۵۸ – ۱۵ نوامبر ۱۹۱۷)، جامعه‌شناس بزرگ سده نوزدهم و اوایل سده بیستم بود. به عقیدهٔ بسیاری، دورکیم بنیان‌گذار جامعه‌شناسی به‌شمار می‌رود. هر چند آگوست کنت به عنوان واضع واژهٔ جامعه‌شناسی شناخته می‌شود ولی اولین کسی که توانست کرسی استادی جامعه‌شناسی را تأسیس کند، دورکیم بود. وی همچنین مؤسس سالنامه جامعه‌شناسی در فرانسه است.

## زندگی
دورکیم در شهر اپینال شهرستان لورن واقع در امپراتوری دوم فرانسه متولد شد. وی از تبار فقهای ریشه‌دار یهودی بود. در دوران جوانی علاوه بر گذران تحصیلات عادی در مدارس غیر مذهبی، زبان عبری، عهد عتیق و تلمود را نیز فراگرفت. وی چندی پس از کسب تأییدیهٔ سنتی کلیمی در سنّ سیزده سالگی، تحت تأثیر یک معلم زن کاتولیک به کاتولیسیسم علاقه پیدا کرده بود، اما دیری نپایید که او از هر گونه تعلق مذهبی دست کشید و یک لاادری شد.
دوران متوسطه را در دبیرستان اپینال و سپس دبیرستان لیسه لویی لوگران پاریس گذراند. وی پس از دو بار ناکامی در امتحانات ورودی اکول نرمال سوپریور، در ۱۸۷۹ وارد این مدرسهٔ عالی شد. هم‌ورودی‌های او در این سال از مستعدترین‌های قرن نوزدهم بودند و بسیاری از همکلاسی‌هایش مانند آنری برگسون و ژان ژورس بعدها به چهره‌های بزرگ روشنفکری تاریخ فرانسه تبدیل شدند.
با وجود آنکه دورکیم در خانواده‌ی مذهبی پرورش یافته بود، در هنگام نوجوانی و جوانی نوع نگاه او به مقوله‌ی دین از شکل مومنانه به شکل علمی و پژوهشی تغییر ماهیت پیدا کرد. در واقع از این مرحله‌ی زندگی به بعد دورکیم جوان کوشید بجای آنکه همانند دیگر باورمندان به دین که صرفا بر اساس ایمان و اعتقاد به دین نگاه میکنند، او با روکیرد علمی، بی‌طرفانه و از بیرون به دین و مفاهیم پیرامونی آن نگاه کند. وی در آن دوران تلاش داشت که بتواند در رشته‌های مربوط به روش‌های علمی و همچنین مباحث اخلاقی تحصیل کند تا از آن طریق به هدایت حیات اجتماعی زندگی انسان‌ها کمک نماید.
بعد از سفری که دورکیم به آلمان داشت، او توانست با روان‌شناسی علمی که در آن زمان ویلیام وونت از پیشگامان آن بود، آشنا شود. این سفر تاثیریات بسیار زیادی را بر اندیشه و رفتار امیل دورکیم برجای گذاشت. بعد از این سفر بود که او توانست چندین اثر مختلف در حوزه‌های گوناگون علمی به نگارش دربیاورد. آثاری که ریشه در تجربیات دورکیم از این سفر داشت. بعد از نوشتن این آثار بود که دورکیم توانست اندکی شهرت برای خودش دست و پا کند و کرسی تدریس دانشگاهی در گروه فلسفه‌ی دانشگاه بوردو را در سال ۱۸۸۷ بدست بیاورد.

### درگذشت
امیل دورکیم در ۱۵ نوامبر ۱۹۱۷ بر اثر سکته مغزی در پاریس درگذشت. جسد او در گورستان مون‌پارناس در پاریس دفن شد.

## اندیشه‌ها و نظریات
عمده کارهای دورکیم به مکتب اثبات‌گرایی گرایش دارد. او معتقد بود رخدادهای اجتماعی دارای واقعیت خاص خود هستند و از نظر او می‌توان واقعیت‌های اجتماعی را همچون شیء مورد بررسی قرار داد. نخستین اصل مشهور جامعه‌شناسی او این بود که «وقایع اجتماعی را باید همچون اشیا مطالعه کرد.»
نوشته‌های دورکیم طیف وسیعی از عناوین و موضوعات گوناگون را شامل می‌شود. سه مضمون عمده مورد توجه او، یکی اهمیت جامعه‌شناسی به منزله یک علم تجربی؛ دیگری پیدایش فرد و فردیت و شکل‌گیری نظم اجتماعی نوین؛ و بالاخره ریشه‌ها و خصوصیات اقتدار اخلاقی در جامعه بود.
عنوان رسالهٔ دکترای دورکیم، درباره تقسیم کار اجتماعی است. در این اثر، وی به بررسی علل اجتماعی گذار از جامعهٔ سنتی به متجدد (از دیدگاه او، جامعهٔ مکانیکی به ارگانیک) می‌پردازد.
به منظور مطرح کردن جامعه‌شناسی به عنوان یک علم، دورکیم دفاعی فلسفی از آن را در کتاب قواعد روش جامعه‌شناسی (۱۸۹۴) – که به نوعی چکیدهٔ رسالهٔ دکترای اوست – مطرح کرده‌است. وی در این کتاب استدلال می‌کند از آن‌جایی که جامعه‌شناسی موضوع و روش مدون پژوهش دارد، می‌تواند به عنوان یک علم مطرح شود.

### تقسیم کار
وی در مورد گذار جوامع اروپایی از وضعیت پیش از صنعتی شدن به وضعیت صنعتی و تأثیرات آن روی جامعه، با مرتبط ساختن فرهنگ و تغییر معتقد بود صنعتی شدن نوع جدیدی از تقسیم کار را در اروپا به وجود آورد که باعث درهم شکسته شدن  سلسله‌ای از ارزش‌ها و هنجارهای مشترک اجتماعی شد. این مسئله می‌تواند منجر به حالت ناهنجاری فرهنگی و از هم پاشیدگی وحدت اجتماعی شود. این امر نیز به نوبه خود وجود دولت قدرتمند با اختیاراتی گسترده می‌طلبد در غیر این صورت جامعه سیر قهقرایی خواهد پیمود.
او معتقد است مفهوم خود فردی در تاریخ انسان مفهومی نسبتاً متاخر و سطحی است. دورکیم که دیدگاهش را بر زندگی اجتماعی مبتنی می‌کند و نه بر افراد، جامعه را پدیده‌ای می‌داند فراتر از اجتماع و اعضای آن.

### همبستگی اجتماعی
یکی از مهم‌ترین مفاهیمی که امیل دورکیم بر روی آن پژوهش‌های متعددی انجام داد و مقالات و کتاب‌هایی نیز در رابطه با آن به نگارش درآورد، مقوله همبستگی اجتماعی در جوامع بشری می‌باشد. دورکیم مشتاق بود تا دریابد روابط مردم درون جامعه‌ی انسانی چگونه به هم پیوند خورده است و چه عواملی انسان‌ها را به یکدیگر گره می‌زند، او در پاسخ به این مسائل از دو نوع همبستگی سخن به میان آورد که سامان اجتماعی بشری را شکل می دهند:
- همبستگی مکانیکی
- همبستگی ارگانیکی

#### همبستگی مکانیکی
هنگامی که دورکیم درباره همبستگی مکانیکی صحبت می‌کند، اشاره او بیشتر به جوامع پیش از صنعتی شدن، جوامع هنوز تمایز نیافته و جوامع سنتی می‌باشد. او در نوشتارهای خود بیان می‌کند آنچه که جوامع سنتی و جوامع پیش از صنعتی شدن را یکپارچه و هم‌نوا نگه می‌داشت، همانا ارزش‌ها، باورها، عقاید و هنجارهای مشترکی بود که در میان آنان رواج داشت. او معتقد بود به علت آن که تا حدود زیادی همه افراد این جوامع که دست بر قضا جوامع کوچک هم بودند یکدیگر را می‌شناختند، به همین دلیل به نوعی بر روی رفتارهای یکدیگر کنترل اجتماعی داشتند، بنابراین افراد چنین جامعه‌ای موظف بودند در چارچوب ارزش‌ها و هنجارهای رایج آن جامعه رفتار بکنند. هنگامی که دورکیم درباب کنترل اجتماعی در جوامعی که دارای همبستگی مکانیکی هستند صحبت می‌کند به مقوله مهم و اساسی وجدان جمعی اشاره می‌نماید. او باور دارد به سبب آنکه میان افراد ارزش‌ها و باورهای مشترک وجود دارد، میان آنان به نوعی آگاهی جمعی یا همان وجدان جمعی شکل می‌گیرد و افراد ناگزیر می‌شوند بر اساس چارچوب‌های همین وجدان جمعی در جامعه رفتار بکنند و به این شکل حیات جمعی جامعه تداوم می‌یابد.
دورکیم یکی از شاخصه‌های مهم جوامعی که از همبستگی مکانیکی برخوردار هستند را نوع خاص حقوق افراد می‌دانست. او باور داشت که در جوامع مبتنی بر همبستگی مکانیکی آنچه اولویت دارد حقوق جامعه می‌باشد و افراد به نوعی می‌بایست در خدمت ارزش‌ها و چارچوب‌های رایج در جامعه باشند و نوع حقوق افراد در چنین جوامعی مبتنی بر عدم سازش کاری با فرد خطاکار، طرد و مجازات قهرآمیز و تنبیه مستقیم افراد می‌بود. در واقع دورکیم اظهار می‌داشت که رویکرد حاکم در اینگونه جوامع در رابطه با افراد خطاکار بر اساس بخشش و دادن فرصت دوباره و تلاش برای بازپروری در رفتار فرد خاطی نبوده بلکه بر اساس تنبیه، مجازات و عدم مدارا با اشخاصی بود که هنجارهای جامعه را نادیده گرفته بودند، می‌بود. بنابراین در همبستگی مکانیکی ما بیشترین شباهت و هم‌نوایی را در رفتار، عقاید و اندیشه‌های افراد یک جامعه شاهد هستیم و فردیت و تفاوت‌های فردی در اینگونه جوامع در کمترین میزان خودش قرار دارد.

#### همبستگی ارگانیکی
نوع دیگری از همبستگی اجتماعی که دورکیم از آن صحبت می‌کند، همبستگی ارگانیک نام دارد. او همبستگی ارگانیکی را در مقابل همبستگی مکانیکی قرار می‌دهد و ویژگی هایی که برای این نوع از همبستگی ذکر می‌کند در بسیاری از موارد با ویژگی‌های همبستگی مکانیکی تفاوت دارد. دورکیم معتقد بود صنعتی شدن هرچه بیشتر جوامع باعث افزایش جمعیت انسانی و حجم جامعه می‌شود و همین افزایش جمعیت سبب افزایش مشاغل و تقسیم کار در جامعه می‌گردد. او اشاره می‌کند که در جوامعی که همبستگی مکانیکی در آن حاکم است، مردمان کم‌ترین تفاوت فردی و بیش‌ترین مشابهت در رفتار و اندیشه‌ها را دارند، حال آنکه در جوامعی که دارای همبستگی ارگانیکی هستند به سبب آنکه تقسیم وظایف شکل گرفته و مشاغل تخصصی شده است، بیش‌ترین تفاوت فردی و کم‌ترین اشتراک جمعی در آن جامعه حاکم است.
دورکیم معتقد بود در یک جامعه که از همبستگی ارگانیکی برخوردار است، وجدان جمعی قدرتمندی در آن وجود ندارد تا اعمال و رفتار مردمان را مورد کنترل و نظارت قرار بدهد و لذا انسان‌ها در انتخاب سبک زندگی خود از آزادی عمل بیشتری برخوردار می‌باشند. وی باور داشت درست است که تقسیم وظایف سبب کاهش اشتراکات جمعی بین مردم می‌شود و تا حدودی افراد را از هم بیگانه می‌کند، ولی به سبب آنکه مشاغل تخصصی شده‌اند و هر کس در انجام حرفه‌ی خود تخصص پیدا کرده است و از انجام فعالیت‌های تخصصی دیگر مشاغل ناتوان است، به همین دلیل برای انجام امورات زندگی خود به تخصص و مهارت دیگری نیازمند است و لذا همین نیازمندی مردم به تخصص و مهارت یکدیگر موجب همبستگی بین آنان می‌گردد.
دورکیم در توضیح چگونگی تقسیم وظایف در جوامع می‌گوید در گذشته یک شخص می‌توانست چندین فعالیت را به شکل هم‌زمان انجام بدهد، برای مثال یک فرد ساکن روستا هم باغداری می‌کرد، هم دامداری انجام می‌داد و هم به کشاورزی اشتغال داشت ولی اکنون در جوامع صنعتی شده و بهره‌مند از همبستگی ارگانیکی، فرد باغدار از آنجا که تمرکزش بر روی تولید بیشتر و فروش بیشتر میوه است، فرصت چندانی برای کشاورزی گسترده فروش محصولات و همچنین انجام دامداری و فروش فراورده های دامی را ندارد، بنابراین فرد باغدار گندم مورد نیاز خود را از کشاورز، نان مصرفی خود را از نانوا و گوشت مورد نیاز را از قصابی خریداری می‌نماید.
او در تکمیل نظریاتش درباره هم بستگی ارگانیکی به حقوق افراد اشاره می‌کند و می‌گوید مردم در چنین جوامعی از آزادی‌های فردی بیشتری برخوردارند و می‌توانند پیشه خود، روابط خود و اندیشه و باورهای خویش را بدون آنکه تحت فشار الزام‌ها و هنجارهای جامعه باشند انتخاب نمایند. او سپس به نحوه برخورد با فرد خطاکار در جامعه می‌پردازد و می‌گوید در جوامع مبتنی بر همبستگی ارگانیکی شکل برخورد با فرد خطاکار همراه با دادن فرصت دوباره، تلاش برای اصلاح و بازپروری بر روی رفتار و تفکر فرد خاطی می‌باشد تا همواره انسان‌ها راه بازگشت به سوی آغوش جامعه را بر روی باز بیابند.

##### آنومی
هنگامی که دورکیم از مزیت‌ها و فواید جوامعی که در آن ها همبستگی ارگانیک رواج دارد صحبت می‌کند و اشاره می‌نماید در عین آنکه در این جوامع آزادی فردی در سطح بالایی بوده و فرایند تقسیم‌کار موجب تخصصی‌تر شدن مشاغل و لذا افزایش بهره‌وری در فعالیت‌ها شده است، با این حال او به معایب اینگونه جوامع نیز اشاره می‌کند و می‌گوید که در جوامع عصر جدید که همبستگی ارگانیکی روابط بین افراد را مشخص می‌کند، این جوامع دچار فقدان ارزش‌ها و هنجارهای مشترک و وحدت بخش بین مردم می‌شوند و ارتباط بین افراد یک جامعه سست می‌گردد. او بیان می‌دارد که در همبستگی از نوع مکانیکی وجدان و آگاهی جمعی سبب هم‌نوایی و ارتباطات و احساس تعلق فرد به همنوعان و به جامعه خویش می‌شد و همین ارزش‌های مشترک سبب می‌گشت میزان بی‌هنجاری، جرم و اعمال ضد ارزشی در جامعه در سطح پایینی قرار بگیرد. وی همچنین باور داشت که  احساس تعلق مردم سبب می‌شود آنان نسبت به جامعه احساس بیگانگی نکنند.
دورکیم معتقد بود جوامع نوین تاحدودی از امتیاز وجدان جمعی بی‌بهره‌اند و همین عدم برخورداری از ارزش‌ها و هنجارهای مشترک موجب بی‌نظمی و بی‌هنجاری در جامعه می‌گردد و فرد از جامعه خویش جدا شده و دچار یاس، ناامیدی و بی‌هدفی در زندگی میگردد.
شایان ذکر است دورکیم که در ابتدا فعالیت های خود، جوامع جدید که از همبستگی ارگانیک برخوردار بودند را بی‌نیاز از وجدان جمعی می‌دانست، بعدها نظرش را درباب مقوله‌ی بی‌نیازی به وجدان و آگاهی جمعی در جامعه نوین تعدیل می‌کند و اشاره می‌دارد درست است که فرایند تقسیم کار موجب وابستگی مردم جامعه به یکدیگر می‌شود ولی با این حال جامعه به یک حداقلی از وجدان و یا ایمان جمعی نیازمند است تا از خطر پایمال شدن حقوق افراد توسط یکدیگر و تجاوز به منافع هم محفوظ بماند.

### خودکشی
اثر مهم دیگر او در جامعه‌شناسی اثبات‌گرایانه (پوزیتویستی)، خودکشی (۱۸۹۷) نام دارد که وی در آن با استفاده از داده‌های آماری به دسته‌بندی میزان خودکشی در قشرها و جوامع مختلف می‌پردازد. تا پیش از دورکیم بیشتر دلایلی که برای خودکشی افراد بیان می‌شد، مربوط به عواملی مانند نژاد، آب و هوا، پریشانی ذهنی و روانی بود، اما از نظر دورکیم خودکشی یک واقعه‌ی اجتماعی بود که فقط با سایر وقایع اجتماعی قابل توصیف و تبیین بود. او در این کتاب انواع خودکشی را بر اساس چگونگی رابطه خودکشی‌کننده با جامعه‌اش به چهار دسته تقسیم می‌کند:
- خودکشی خودخواهانه (Egoistic)

دورکیم خودکشی خودخواهانه را اینگونه توضیح می‌دهد که هر زمان انسان از جامعه کنار گذاشته شود و به حال خودش رها شود و پیوندهایی که بیش از این او را به هم نوعان‌اش وابسته می‌ساختند سست بشوند، او برای خودکشی خودخواهانه یا فردگرایانه آمادگی می‌یابد.
- خودکشی ناشی از نابهنجاری (Anomic)

یکی مدل دیگر از خودکشی که دورکیم به آن اشاره می‌کند، خودکشی بی‌هنجار است. این نوع خودکشی معمولا زمانی رخ میدهد که قدرت های قاعده بخش رفتار های افراد در جامعه مختل شده باشد. چنین اختلالی احتمالا افراد را ناراضی می سازد چون کنترل چندانی بر امیالشان وجود ندارد و آنان آزاداند با شتاب سیری ناپذیر برای ارضای خاطر به‌طور جنون آمیز رفتار کنند. دورکیم معتقد است ارزش ها و هنجارهای هر جامعه تنظیم کننده رفتارهای افراد آن جامعه‌اند، حال هنگامی که تحولاتی در جامعه به شکل سریع و ناگهانی رخ بدهد مانند اتمام جنگ ها و یا بحران های اقتصادی، این تحولات سریع باعث می‌شوند جامعه دچار شوک ارزشی و هنجاری گردد، چرا که سازمان جامعه به ارزش‌ها و قواعد خاصی عادت کرده است و هنگامی که ساختار اجتماعی، فرهنگی یا اقتصادی دچار تغییر و تحول می‌شوند، جامعه با بحران هنجارها و ارزش‌ها رو به رو می‌شود و افراد دچار بحران هویتی و ارزشی می‌شوند و دست به خودکشی آنومیک می‌زنند.
- خودکشی دیگرخواهانه (Altruistic)

این نوع خودکشی زمانی رخ می‌دهد که فرد به حد افراطی در جامعه و ارزش‌های آن ادغام شده باشد و به جامعه بیشتر از خود ارزش و اهمیت بدهد. در چنین جامعه‌ای میزان همبستگی اجتماعی آنقدر بالا بوده که افراد هویت و حقوق خود را در ذیل هویت و حقوق جامعه تعریف می‌کنند. در اینگونه جوامع خودکشی به فداکاری و ایثار برای «خیر و مصلحتی بالاتر» تبدیل می‌شود. عملیات های انتحاری خلبانان کامیکازی ژاپنی و عملیات شهادت طلبانه اسلامی از این نوع خودکشی دیگرخواهانه به حساب می آیند. دورکیم این خودکشی را ویژگی جوامع سنتی می دانست، جایی که انسجام مکانیکی در آن حکم فرماست.
- خودکشی تقدیرگرایانه (Fatalistic)

چهارمین نوع خودکشی که دورکیم از آن سخن به میان می‌آورد خودکشی تقدیرگرایانه نام دارد. همانطور که دورکیم علت خودکشی آنومی یا بی‌هنجار را سست شدن هنجارها و ارزش‌های جامعه می‌داند، در خودکشی تقدیرگرایانه علت خودکشی را ضوابط و چارچوب‌های سفت و سخت جامعه می‌داند که از شدت جبرگرایی بالایی برخوردار بوده و فرد در چنین جامعه‌ای ناچار بوده به شکل تمام و کمال به الزام‌های جامعه تن دربدهد و در صورت کم کاری در انجام این قوانین و چارچوب‌ها مورد عقوبت شدید قرار می‌گیرد. این سخت گیری فزاینده که منجر به سرکوب امیال و استعدادهای فرد می‌شود او را نسبت به آینده ناامید می‌سازد و به سمت خودکشی تقدیرگرایانه سوق می‌دهد، مانند شرایط وخیم و غیر قابل تغییر یک برده کلاسیک که او را به انجام خودکشی تقدیرگرایانه وادار می‌سازد.

### دین
دورکیم از نخستین جامعه‌شناسانی بود که به شکل ساختارمند و هدفمند به بررسی ارتباط بین مقوله‌ی دین و جامعه پرداخت. او در کتاب "صورت‌های بنیادین زندگی دینی" برخلاف مارکس که دین را در نهادینه شدن نابرابری‌های اجتماعی تاثیرگذار می‌دانست، وی باور داشت ماهیت دین را باید در ارتباط و تعامل با دیگر نهادهای اجتماعی تعریف کرد. وی معتقد بود که آنچه که ما به عنوان دین، ارزش‌های دینی و اعتقادات دینی می‌شناسیم در واقع انعکاسی از همه ارزش‌ها و باوهای بنیادین و مهمی هستند که ما در زندگی اجتماعی خود برای خودمان متصور هستیم. به عبارت دیگر دورکیم ارزش‌های دینی را نمودی از ارزش‌های جامعه می‌دانست و باور داشت که ادیان، ارزش‌ها و مناسک مربوط به آن نه به وسیله‌ی موجودی الهی و از آسمان‌ها بلکه توسط انسان‌ها و جوامع بشری خلق شده‌ و مورد استفاده و کاربرد قرار می‌گیرند.
دورکیم که از پیشگامان مکتب کارکردگرایی در جامعه‌شناسی است، چهار کارکرد عمده برای نهاد دین در جامعه بر می‌شمارد. او معتقد است که دین به شکل عمده با تحمیل انضباط بر نفس و تشویق به خویشتنداری موجب انضباط بخشی مردم در جوامع می‌شوند، و همچنین مناسبت‌های دینی موجب در کنار هم جمع شدن مردم جامعه می‌شوند و بنابراین مناسک دینی پیوندهای آنان بایکدیگر را مستحکم نموده و موجب همبستگی اجتماعی مردمان می‌شوند. دورکیم اعتقاد دارد اجرای مراسم‌ها و سنت‌ها موجب زنده ماندن این مناسک و باورهای دینی شده و در نهایت موجب حیات بخشی در باورها و پیوندهای جوامع انسانی می‌گردد. او آخرین کارکرد دین را خوشبختی بخشی می‌داند که به موجب آن پیروان یک آیین به سبب آنکه فکر می‌کنند باورهای اخلاقیشان بر حق است و پاسخ تمام سوالات مربوط به هستی را تنها آنان می‌دانند پس احساس خوشبختی می‌کنند.